# Ficus disticha
Ficus disticha är en mullbärsväxtart. Ficus disticha ingår i släktet fikonsläktet, och familjen mullbärsväxter.

## Underarter
Arten delas in i följande underarter:
- F. d. calodictya
- F. d. disticha